# 메모리 풀 시스템
메모리 풀 시스템(Memory Pool System, MPS)은 Harlequin에서 자사의 ScriptWorks 포스트스크립트 RIP과 Harlequin Dylan 컴파일러, Dylan programming language를 지원하기 위해서 제작한 유연성 있고 모듈화되어 있는 메모리 관리 시스템이다. 이 시스템은 빠른 속도의 메모리 관리에 대한 광범위한 요구들과 매우 다양한 종류의 reference에 대한 복잡한 가비지 컬렉션을 지원하도록 고안되었다.
얼마 후, 1998년에 Harlefquin의 재정적 위기로 인해서 MPS를 Memory Management Reference 보관됨 2020-12-13 - 웨이백 머신와 함께 작은 케임브리지 기반의 자문회사인 Ravenbrook Limited에 매각했다. 2002년에, Ravenbrook은 MPS를 오픈소스화 해서 공개했다.

## 같이 보기
- 메모리 풀